# 弗雷德里克·科捷
弗雷德里克·科捷（法語：Frédéric Cottier，1954年2月5日—），法国男子马术运动员。他曾代表法国参加1984年和1988年夏季奥林匹克运动会马术比赛，其中1988年奥运会获得一枚铜牌。